# Selimiye-Moschee Wertheim

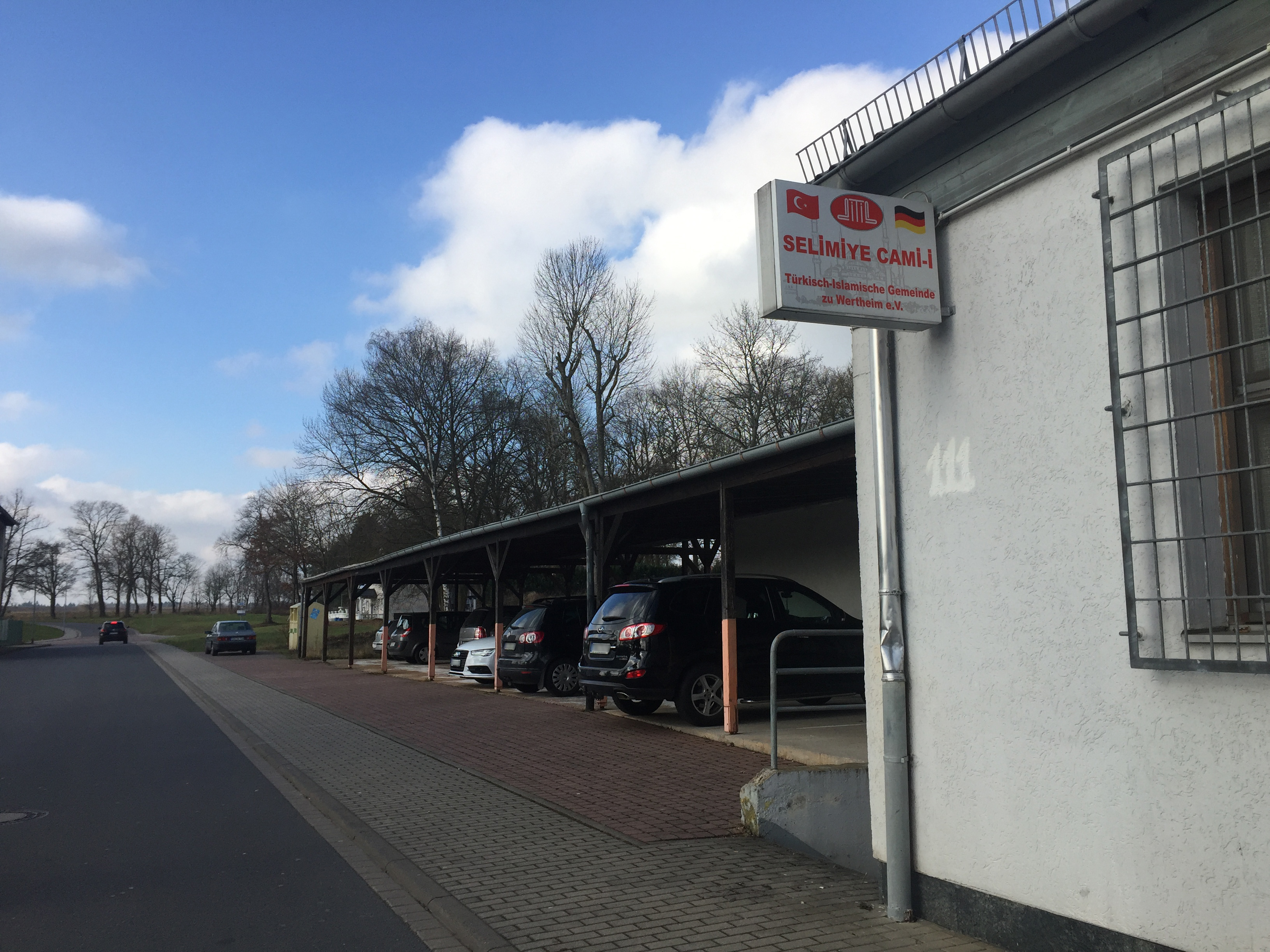
Die Moschee in Wertheim

Die Selimiye-Moschee im Wertheimer Stadtteil Reinhardshof ist seit 2009 ein islamisches Gebetshaus für hauptsächlich türkischstämmige Muslime. Der offizielle Name der Moschee lautet auf türkisch Selimiye Camii Wertheim (deutsch: Selimiye-Moschee Wertheim). Sie trägt ihren Namen in Erinnerung an die „Sultansmoschee in Edirne“. Die Moschee wird vom Moscheeverein Türkisch-Islamische Gemeinde zu Wertheim e. V. betrieben, der Mitglied des Dachverbandes DİTİB ist.

## Geschichte

### Vorgeschichte: Die alte Wertheimer Moschee
In den 1970er Jahren warb die wachsende Wertheimer Glasindustrie neue Arbeitskräfte aus der Türkei an. Die Stadt wurde vielen dieser Gastarbeiter zur Heimat und mit ihnen wuchs die muslimische Gemeinde Wertheim. Als Moschee diente den Wertheimer Muslimen ab 1979 zunächst für mehrere Jahre ein heruntergekommenes Fabrikgebäude in der Nähe des Tauberstadions.

### Moscheeneubau und der Moscheebaukonflikt
Nachdem die Wertheimer Muslime bereits in der die zweiten und dritten Generation in Deutschland lebten, wuchs der Wunsch nach einer neugebauten Moschee, um ihren Glauben in einer angemessen Umgebung praktizieren zu können. Nach langwierigen Verhandlungen mit der Stadt Wertheim und einigen Streitigkeiten mit Bürgerinitiativen und Anwohnern wechselten die Bau- und Lagepläne mehrfach. Darüber hinaus fielen die wiederholten Neubaupläne nach den Terroranschlägen am 11. September 2001 in eine ungünstige Zeit, in der schneller Vorurteile gegenüber Muslimen geäußert wurden, zumal einige der Attentäter zuvor auch noch die Hamburger al-Quds-Moschee besuchten, die 2010 geschlossen wurde.
Ausgehend vom geplanten Moscheeneubau in Wertheim wurde im Jahre 2003 der rechtspopulistische Bundesverband der Bürgerbewegungen e. V. (BDB) gegründet, der zunächst versuchte, den Moscheeneubau in der Stadt zu verhindern und es sich später zum Ziel setzte, deutschlandweit alle islamfeindlichen Gruppierungen miteinander zu vernetzen und Moscheeneubauten auch andernorts zu verhindern. Der Wertheimer Moscheebaukonflikt fand in der Folge bundesweite Medienbeachtung und war im Jahre 2007 Gegenstand eines Dokumentarfilms mit dem Titel „Heimvorteil - Moscheebau in Wertheim“, der im SWR Fernsehen unter dem Titel „Moschee, nein Danke!“ ausgestrahlt wurde und die jahrelangen Konflikte zwischen der muslimischen Gemeinde Wertheim mit einzelnen Anwohnern, Bürgern und dem BDB thematisierte. Der BDB bestand bis 2008, danach fusionierte er mit dem Verein Pax Europa zur rechtspopulistischen Bürgerbewegung Pax Europa.
Der gesamte Konflikt um eine neue Moschee in der fränkischen Kleinstadt Wertheim dauerte mehr als 20 Jahre. Die muslimische Gemeinde verzichtete schließlich auf einen kompletten Moscheeneubau mit Minarett und Kuppel und erwarb stattdessen eine alte Gewerbehalle im Wertheimer Stadtteil Reinhardshof, die bis zum Jahre 2009 zu einer Moschee umgebaut wurde.

## Lage, Architektur und Ausstattung

### Moschee im Stadtteil Reinhardshof
Die Moschee ist von außen als Moschee kaum zu erkennen, da nach einem Kompromiss auf eine Kuppel und ein Minarett verzichtet wurde. Das Grundstück liegt in der Theodor-Heuss-Straße 111 im Wertheimer Stadtteil Reinhardshof und wird von Fabrikgebäuden und einem allgemeinen Wohngebiet umgeben.

### Bildergalerie zur Inneneinrichtung

Ansichten der Selimiye-Moschee Wertheim
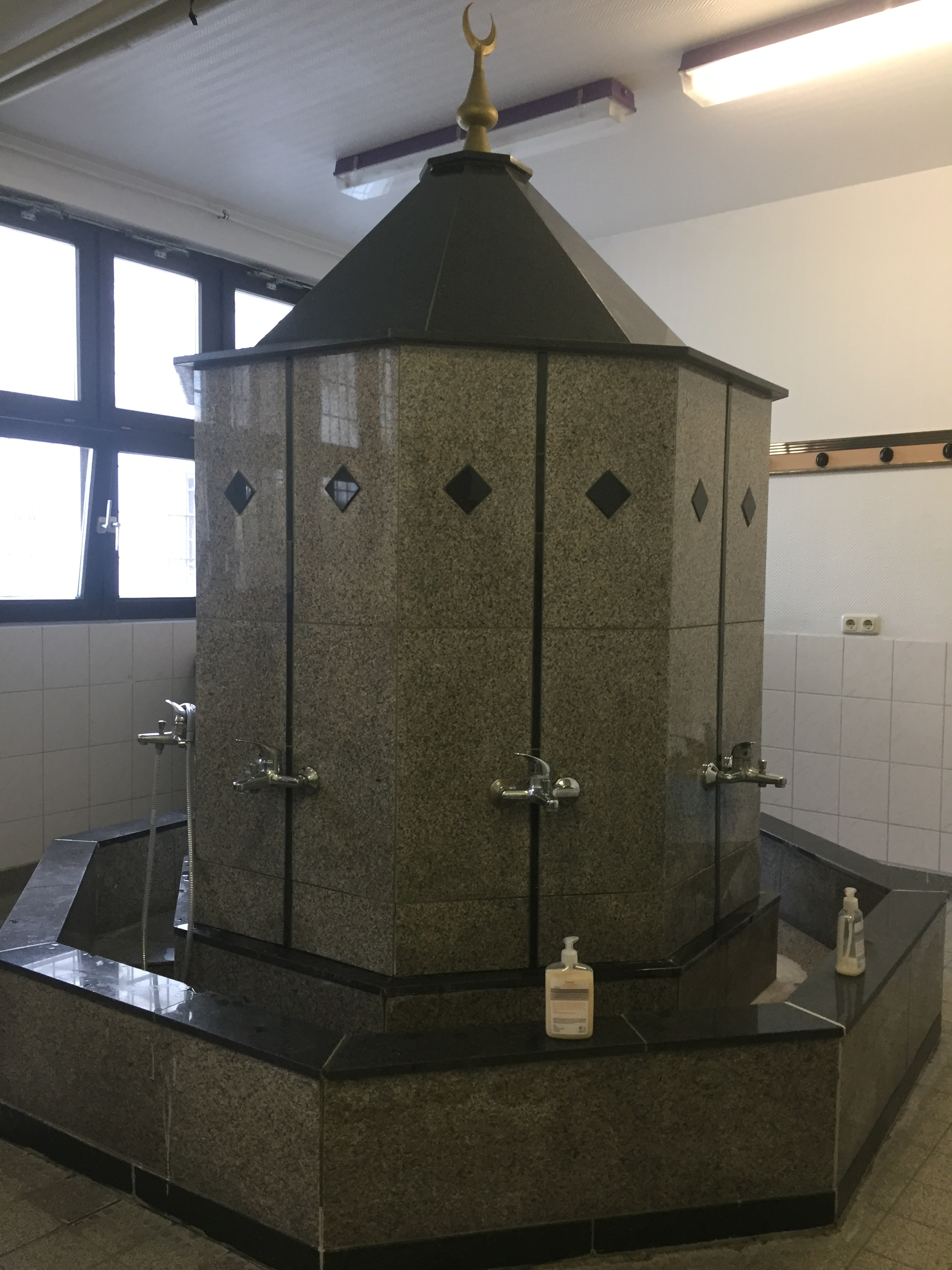
Raum der rituellen Waschung (Wudū')
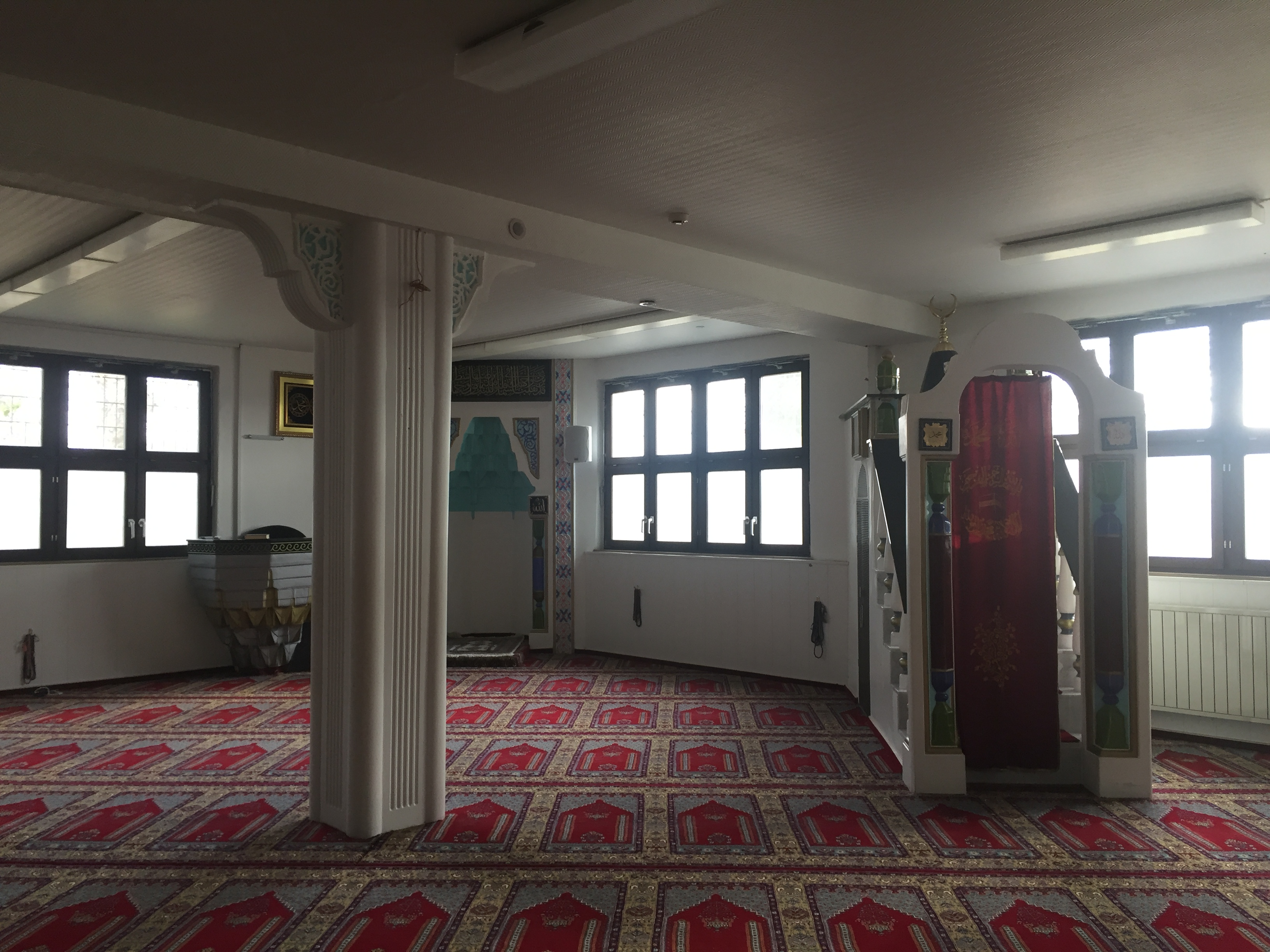
Ort der Niederwerfung (Masjid)
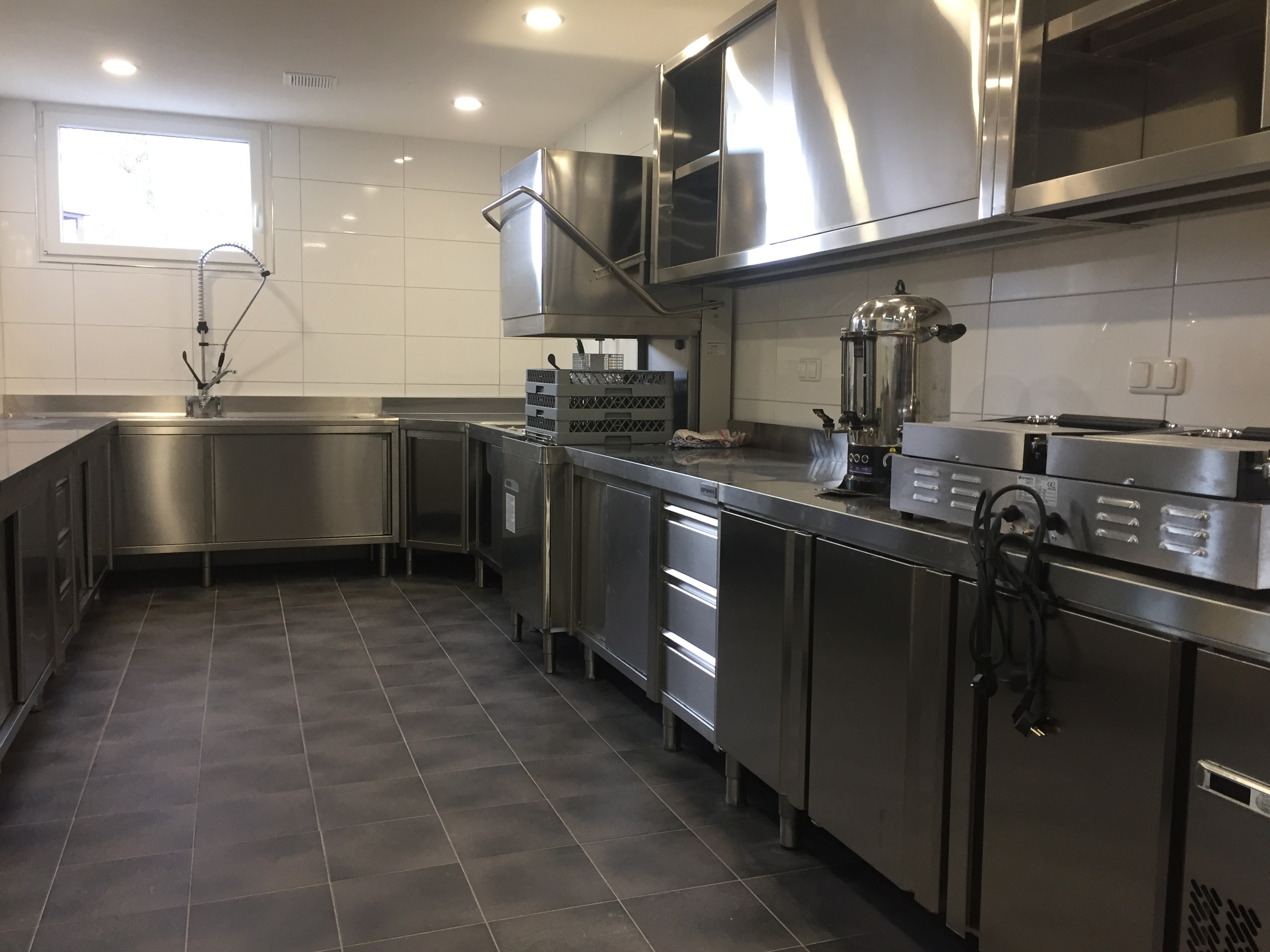
Küche der Moschee
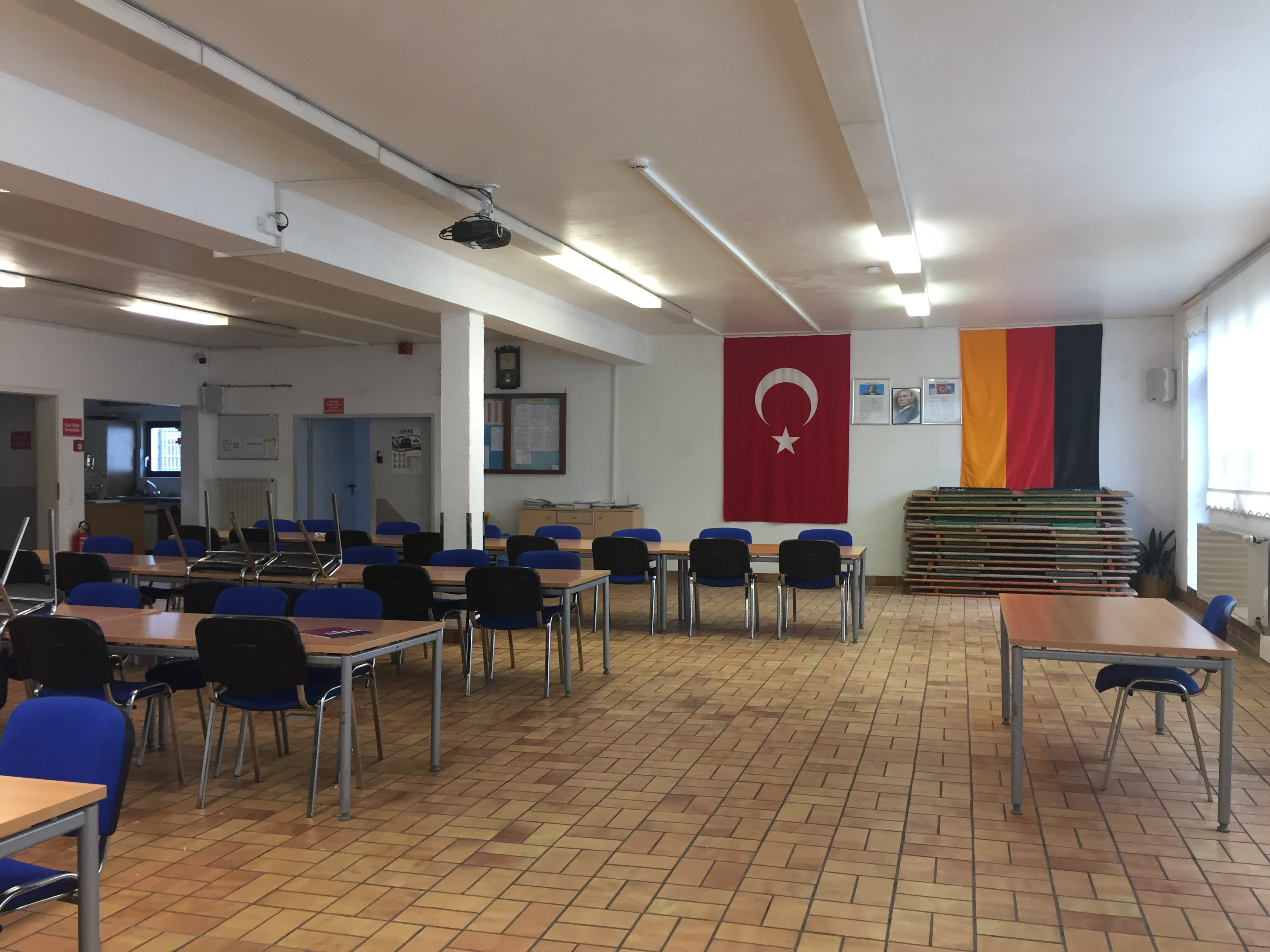
Aufenthaltsraum
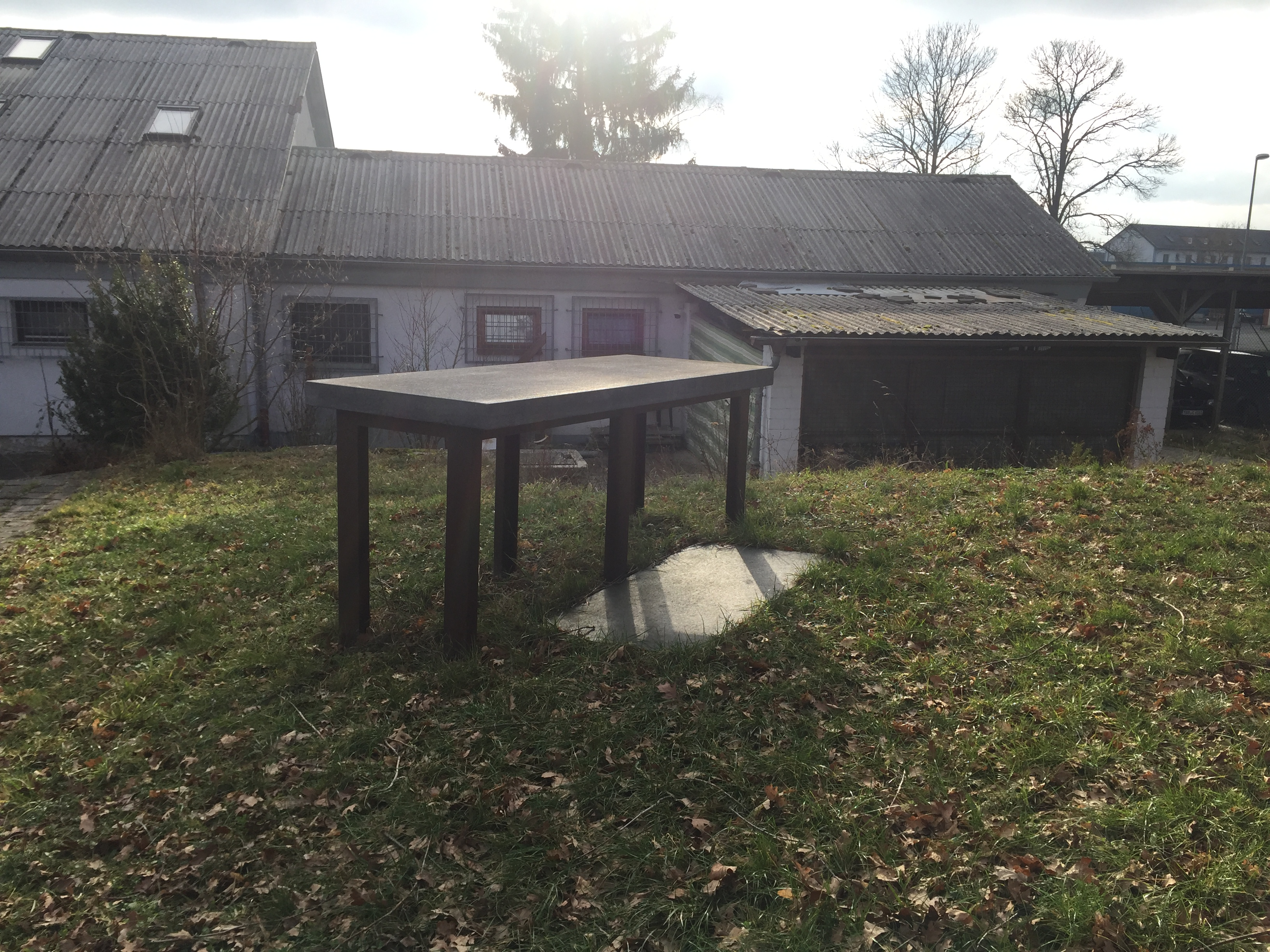
Platz des Trauergebets

## Moscheegemeinde

### Verein
Der Moscheeverein Türkisch-Islamische Gemeinde zu Wertheim e. V. ist als Trägerverein Mitglied der Türkisch-Islamischen Union der Anstalt für Religion e. V. (DİTİB). Der Dachverband DİTİB vertritt bundesweit über 960 Gemeinden.

### Gemeindeleben
Abgesehen vom Gebet in Arabisch wird vorwiegend Deutsch und Türkisch gesprochen. Täglich werden Gebete abgehalten, besonderes Gewicht hat dabei vor allem das Freitagsgebet.

### Imame
- 2018–2020: Ismail Arici[8]
- Seit 2021: Abdullah Koçhan

## Film
- „Heimvorteil - Moscheebau in Wertheim“. Deutschland 2007. 60 Minuten. TV-Dokumentarfilm. Südwestrundfunk. Regie: Jan Gabriel.[9]